# 사르트주의 캉통
프랑스 사르트주에는 총 21개의 캉통이 속해 있다. 2015년 3월 행정구역 총개편으로 인해 현재는 다음과 같이 설치되어 있다.
- 보네타블
- 샹제
- 샤토뒤루아르
- 에코무아
- 라페르테베르나르
- 라플레슈
- 루에
- 르뤼드
- 마메르
- 르망 1
- 르망 2
- 르망 3
- 르망 4
- 르망 5
- 르망 6
- 르망 7
- 사블레쉬르사르트
- 생칼레
- 사비녜레베크
- 실레르기욤
- 라쉬즈쉬르사르트